# فوزي صلوخ

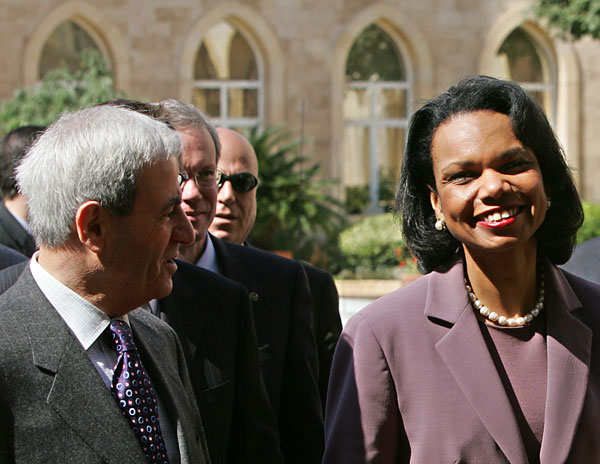
صلوخ مع كوندوليزا رايس في 23 فبراير 2006

فوزي صلوخ (بالإنجليزية: Fawzi Salloukh) (1931 -)، سياسي ودبلوماسي لبناني ولد في بلده القماطية بقضاء عاليه.

## دراسته وأعماله
- حصل على بكالوريوس في العلوم السياسية من الجامعة الأميركية في بيروت سنة 1954.
- درس مادتي التاريخ والجغرافيا في الجامعة اللبنانية في الفترة بين 1955 - 1957.
- بعام 1960 التحق بالسلك الديبلوماسي وعمل كقائم بأعمال لبنان في ليبيريا بين 1962 و1964، ثم كرئيس لبعثة لبنان في سيراليون بين 1964 و1971. وبالفترة بين 1971 و1978 عمل في الإدارة المركزية بوزارة الخارجية والمغتربين.
- عمل في ما بعد سفيراً للبنان في كل من نيجيريا، الجزائر، النمسا وبلجيكيا.
- بالفترة بين 1987 - 1990 عمل مديراً للشؤون الاقتصادية في وزارة الخارجية والمغتربين.
- عمل كمستشار سياسي للإمام محمد مهدي شمس الدين رئيس المجلس الإسلامي الشيعي الأعلى. كما عمل مستشاراً لرئيس مجلس النواب عادل عسيران خلال المداولات التي عقدتها اللجنة السداسية لإيجاد حل للحرب الأهلية اللبنانية.
- بالفترة بين 1998 و2005 تولى الأمانة العامة للجامعة الإسلامية في لبنان.
- في 19 يوليو 2005 عين وزيراً للخارجية والمغتربين في حكومة الرئيس فؤاد السنيورة في عهد الرئيس إميل لحود، ورغم أنه لا ينتمي إلى أي حزب إلا أنه يعتبر من المقربين من حركة أمل، واستقال في 11 نوفمبر 2006 بصحبة الوزراء الشيعة الآخرين. في صيف 2007 دخل في سجال مع الحكومة بعد قيامه بتعديل تعيينات في الوزارة قام بها الوزير بالوكالة طارق متري.
- في 11 يوليو 2008 أعيد تعينة وزيراً للخارجية والمغتربين بحكومة الرئيس فؤاد السنيورة بعهد الرئيس ميشال سليمان.

## حياته الأسرية
متأهل من هند بسمة ولهما ثلاثة أبناء هم:
- زينة.
- هاشم.
- باسل.